# Conus macgintyi
Conus macgintyi é uma espécie de gastrópode do gênero Conus, pertencente a família Conidae.